# Editori Laterza
La Gius. Laterza & Figli, più brevemente Editori Laterza, è una casa editrice italiana fondata da Giovanni Laterza a Bari nel 1901.

## Storia
La casa editrice è stata fondata a Bari il 10 maggio 1901 in società coi fratelli da Giovanni Laterza (1873-1943), che già nel 1896 aveva aperto una libreria nel capoluogo pugliese. La denominazione "Gius. Laterza & figli", intestata al padre Giuseppe (1841-1914), trae origine dal negozio di cartoleria che Vito Laterza (1867-1935) aveva avviato nel 1885 a Putignano.
La sua storia è legata alla figura di Benedetto Croce, massimo esponente del pensiero filosofico idealista in Italia e uno dei baluardi dell'antifascismo, che fu per quarant'anni il consulente della casa editrice, avvalendosi della collaborazione di giovani studiosi e allievi tra cui Luigi Russo, Guido De Ruggiero e Giovanni Gentile, che di lì a pochi anni diverranno personaggi di primo piano nella cultura italiana. Croce pubblicò con Laterza quasi tutte le sue opere e la sua rivista (La critica), e impostò fin dall'inizio la linea editoriale della casa; scriveva così nel 1902 a Giovanni Laterza: «Credo poi che fareste bene ad astenervi almeno per ora dall'accettare libri di romanzi, novelle e letteratura amena: e ciò per comparire come editore con una fisionomia determinata: ossia come editore di libri politici, storici, di storia artistica, di filosofia, [...] editore di roba grave». Tra le prestigiose collane laterziane ispirate da Croce si ricordano la Biblioteca di cultura moderna, i Classici della filosofia moderna e gli Scrittori d'Italia. Il rapporto tra Croce e Laterza è ora documentato da un imponente carteggio in quattro volumi pubblicati dalla stessa casa editrice.

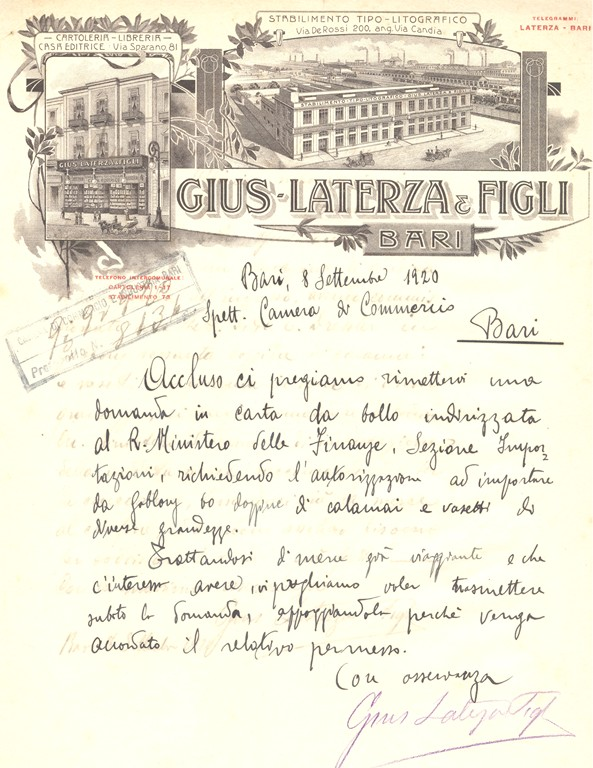
Lettera commerciale della ditta di Bari Giuseppe Laterza & Figli su carta intestata che riproduce lo stabilimento e il negozio, Bari 8 settembre 1920.

Nel secondo dopoguerra, la gestione della casa editrice passa nelle mani di Vito Laterza (1926-2001), che costruisce progressivamente attorno alla casa editrice una rete di autori e di interessi più ampia. Nel 1951, in coincidenza con il cinquantenario della casa editrice, viene avviata una nuova collana, i Libri del tempo, che sarà fra le più influenti nella cultura italiana della seconda metà del Novecento. Negli anni sessanta la Laterza cresce ancora, trasformandosi in società per azioni e aprendo una sede a Roma, dove approda da Bari Donato Barbone, direttore editoriale fino al 1968, che lascerà la carica a Enrico Mistretta, direttore editoriale fino al 1992. A Roma, così, si sposta una parte delle attività, soprattutto quelle di ideazione e più squisitamente editoriali, come il rapporto con i consulenti e la ricerca delle opere da importare dai vari Paesi occidentali. Nel 1964 nasce la collana Universale Laterza, che si propone come collana economica di qualità, offrendo a un prezzo accessibile sia testi classici sia saggistica legata, oltre ai campi tradizionali della storia politica e della filosofia, alle nuove correnti di critica letteraria e di storiografia e alle scienze sociali. Nel decennio successivo l'Universale Laterza è la collana di maggior successo della casa editrice, con una tiratura spesso superiore alle diecimila copie per titolo.
Negli anni successivi l'offerta editoriale si amplia ulteriormente, e attorno alla casa editrice si raccolgono autori come, fra gli altri, il linguista Tullio De Mauro, lo storico della filosofia Tullio Gregory, il giurista Stefano Rodotà, l'economista Paolo Sylos Labini. Nel 1984 all'Universale Laterza si affianca la Biblioteca Universale Laterza, dedicata soprattutto alle opere di storia e ai classici della filosofia. Negli stessi anni si andava rafforzando anche la presenza nel settore scolastico e universitario.

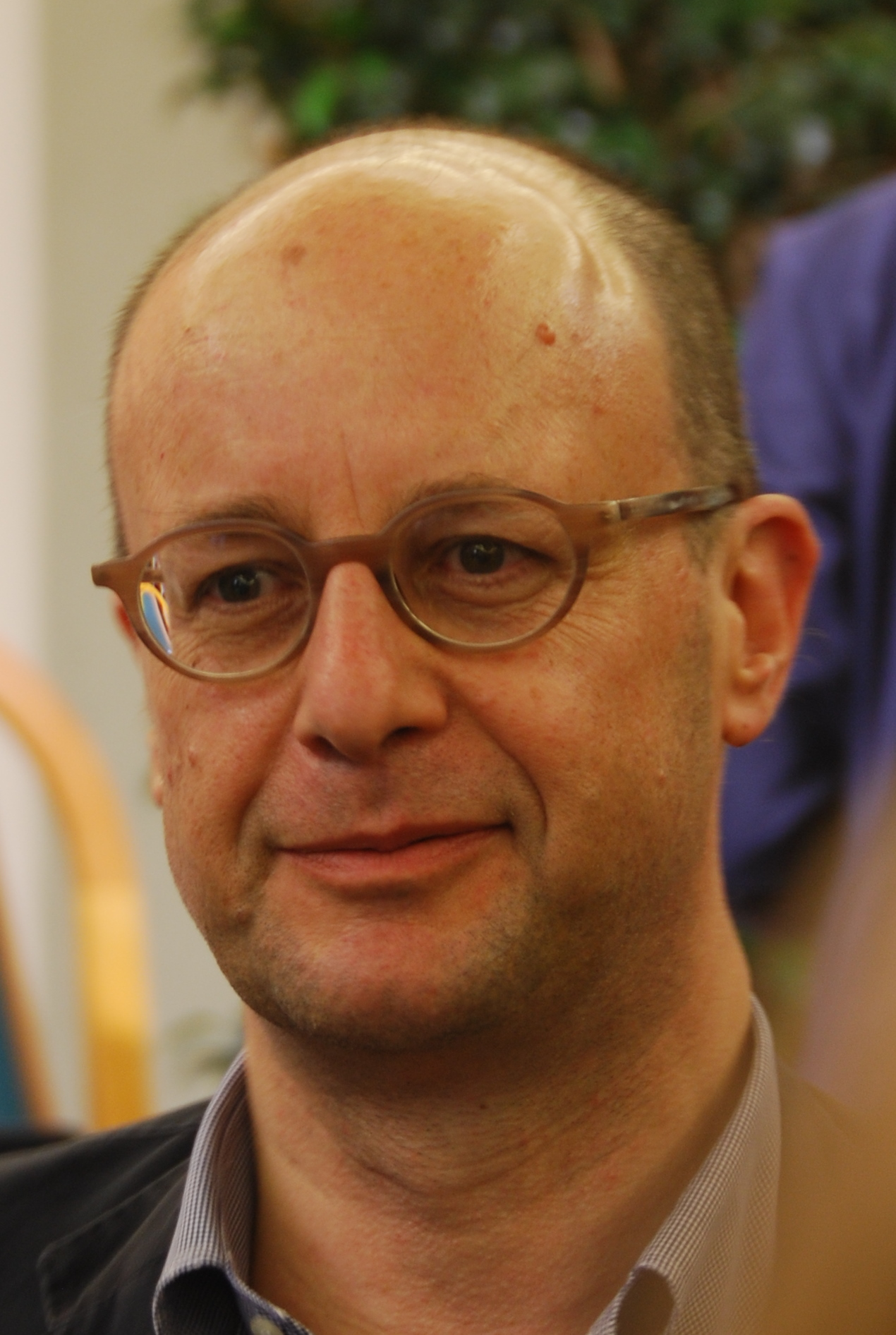
Giuseppe Laterza a Trento per il Festival dell'economia 2009, che la casa editrice Laterza ha contribuito a organizzare.

Con la morte di Vito Laterza, nel 2001, la gestione della casa editrice è passata a Giuseppe Laterza, che segue da Roma l'editoria universitaria e la saggistica, e a suo cugino Alessandro Laterza, che segue da Bari soprattutto l'editoria scolastica.
Negli ultimi anni l'interesse della casa editrice - sempre legato prevalentemente all'ambito umanistico - si è orientato anche verso i nuovi media, con la pubblicazione fra l'altro di una serie di manuali su Internet a cura di Marco Calvo, Fabio Ciotti, Gino Roncaglia e Marco Zela, e con la diffusione attraverso podcast di conferenze, incontri e lezioni tenute per iniziativa della casa editrice. Tra queste, a partire dal 2006-2007, le conferenze del ciclo "Lezioni di Storia", svoltesi a Roma al Parco della Musica, e poi anche a Milano, Firenze, Torino, Genova.
Dal 2006 inoltre la casa editrice fa parte del comitato promotore del Festival dell'economia di Trento e dal 2008 del Festival del diritto di Piacenza. Nel settembre 2014 pubblica il primo libro di Celacanto, collana dedicata ai bambini dai 6 ai 12 anni. Nel maggio 2015 introduce Lea - Libri e altro, piattaforma per leggere in streaming una selezione dei libri del suo catalogo.
Con l'avvento della fortunata collana Contromano, Laterza si avvicina alla narrativa, percorso che culmina nel 2017 con la candidatura al Premio Strega del romanzo La stanza profonda di Vanni Santoni.

## Il Catalogo scolastico
La casa editrice ha prodotto opere per la scuola sin dalle sue origini. Negli anni cinquanta si segnalano la Breve storia della filosofia (1955-57) di Guido De Ruggiero e Fabrizio Canfora, La letteratura italiana per saggi storicamente disposti di Croce (a cura di Mario Sansone, 1956-60), l'Antologia di critica storica (1957-58) di Armando Saitta e l'Introduzione alla Costituzione (1959) di Norberto Bobbio e Franco Pierandrei.
Al termine degli anni sessanta viene concepita la «Collezione scolastica. Nuova serie». Tre titoli impongono la presenza della Laterza nelle scuole medie superiori: La letteratura italiana. Con antologia degli scrittori e dei critici (1969-73) di Carlo Salinari e Carlo Ricci, che per la prima volta fonde organicamente testi letterari ed esposizione storico-letteraria; la Storia medievale, moderna, contemporanea (1969-70) di Rosario Villari, che, lungo l'asse della storia politica, concentra l'attenzione sulla scena sociale ed economica; la Storia della filosofia (1973) di Francesco Adorno, Tullio Gregory, Valerio Verra, che propone una sistematica serie di testi d'autore a sostegno dello studio della trattazione storica.
Dagli anni ottanta la Laterza ha pubblicato opere di Andrea Giardina, Giovanni Sabbatucci, Vittorio Vidotto, ed è significativamente presente in altri campi, dalla filosofia alle lingue e letterature antiche, dalla letteratura italiana all'educazione linguistica, dal diritto alla storia dell’arte.

## Albero genealogico della famiglia Laterza
|  |  |  |  |  |  |  |  |  |  |                        |                        |                        |                        |                        |                        |                      |                      |                       |                       |                       |                       | Giuseppe *1841 †1914  |                       |                      |                      |                      |                      |  |  |                   |                   |                   |                   |                   |                   |  |  |                      |                      |                      |                      |                      |                      |  |  |                       |                       |                       |                       |                       |                       |  |  |  |  |  |  |  |  |  |  |  |  |  |  |  |  |  |  |
|  |  |  |  |  |  |  |  |  |  |                        |                        |                        |                        |                        |                        |                      |                      |                       |                       |                       |                       |                       |                       |                      |                      |                      |                      |  |  |                   |                   |                   |                   |                   |                   |  |  |                      |                      |                      |                      |                      |                      |  |  |                       |                       |                       |                       |                       |                       |  |  |  |  |  |  |  |  |  |  |  |  |  |  |  |  |  |  |
|  |  |  |  |  |  |  |  |  |  |                        |                        |                        |                        |                        |                        |                      |                      |                       |                       |                       |                       |                       |                       |                      |                      |                      |                      |  |  |                   |                   |                   |                   |                   |                   |  |  |                      |                      |                      |                      |                      |                      |  |  |                       |                       |                       |                       |                       |                       |  |  |  |  |  |  |  |  |  |  |  |  |  |  |  |  |  |  |
|  |  |  |  |  |  |  |  |  |  |                        |                        |                        |                        | Vito *1867 †1935       | Vito *1867 †1935       | Vito *1867 †1935     | Vito *1867 †1935     | Vito *1867 †1935      | Vito *1867 †1935      |                       |                       | Giovanni *1873 †1943  | Giovanni *1873 †1943  | Giovanni *1873 †1943 | Giovanni *1873 †1943 | Giovanni *1873 †1943 | Giovanni *1873 †1943 |  |  | Luigi *1875 †1927 | Luigi *1875 †1927 | Luigi *1875 †1927 | Luigi *1875 †1927 | Luigi *1875 †1927 | Luigi *1875 †1927 |  |  | Pasquale *1870 †1953 | Pasquale *1870 †1953 | Pasquale *1870 †1953 | Pasquale *1870 †1953 | Pasquale *1870 †1953 | Pasquale *1870 †1953 |  |  | Francesco *1879 †1928 | Francesco *1879 †1928 | Francesco *1879 †1928 | Francesco *1879 †1928 | Francesco *1879 †1928 | Francesco *1879 †1928 |  |  |  |  |  |  |  |  |  |  |  |  |  |  |  |  |  |  |
|  |  |  |  |  |  |  |  |  |  |                        |                        |                        |                        | Vito *1867 †1935       | Vito *1867 †1935       | Vito *1867 †1935     | Vito *1867 †1935     | Vito *1867 †1935      | Vito *1867 †1935      |                       |                       | Giovanni *1873 †1943  | Giovanni *1873 †1943  | Giovanni *1873 †1943 | Giovanni *1873 †1943 | Giovanni *1873 †1943 | Giovanni *1873 †1943 |  |  | Luigi *1875 †1927 | Luigi *1875 †1927 | Luigi *1875 †1927 | Luigi *1875 †1927 | Luigi *1875 †1927 | Luigi *1875 †1927 |  |  | Pasquale *1870 †1953 | Pasquale *1870 †1953 | Pasquale *1870 †1953 | Pasquale *1870 †1953 | Pasquale *1870 †1953 | Pasquale *1870 †1953 |  |  | Francesco *1879 †1928 | Francesco *1879 †1928 | Francesco *1879 †1928 | Francesco *1879 †1928 | Francesco *1879 †1928 | Francesco *1879 †1928 |  |  |  |  |  |  |  |  |  |  |  |  |  |  |  |  |  |  |
|  |  |  |  |  |  |  |  |  |  |                        |                        |                        |                        | Giuseppe *1899 †1960   | Giuseppe *1899 †1960   | Giuseppe *1899 †1960 | Giuseppe *1899 †1960 | Giuseppe *1899 †1960  | Giuseppe *1899 †1960  |                       |                       | Franco *1910 †1981    | Franco *1910 †1981    | Franco *1910 †1981   | Franco *1910 †1981   | Franco *1910 †1981   | Franco *1910 †1981   |  |  |                   |                   |                   |                   |                   |                   |  |  |                      |                      |                      |                      |                      |                      |  |  |                       |                       |                       |                       |                       |                       |  |  |  |  |  |  |  |  |  |  |  |  |  |  |  |  |  |  |
|  |  |  |  |  |  |  |  |  |  |                        |                        |                        |                        | Giuseppe *1899 †1960   | Giuseppe *1899 †1960   | Giuseppe *1899 †1960 | Giuseppe *1899 †1960 | Giuseppe *1899 †1960  | Giuseppe *1899 †1960  |                       |                       | Franco *1910 †1981    | Franco *1910 †1981    | Franco *1910 †1981   | Franco *1910 †1981   | Franco *1910 †1981   | Franco *1910 †1981   |  |  |                   |                   |                   |                   |                   |                   |  |  |                      |                      |                      |                      |                      |                      |  |  |                       |                       |                       |                       |                       |                       |  |  |  |  |  |  |  |  |  |  |  |  |  |  |  |  |  |  |
|  |  |  |  |  |  |  |  |  |  |                        |                        |                        |                        |                        |                        |                      |                      |                       |                       |                       |                       |                       |                       |                      |                      |                      |                      |  |  |                   |                   |                   |                   |                   |                   |  |  |                      |                      |                      |                      |                      |                      |  |  |                       |                       |                       |                       |                       |                       |  |  |  |  |  |  |  |  |  |  |  |  |  |  |  |  |  |  |
|  |  |  |  |  |  |  |  |  |  | Vito *1926 †2001       | Vito *1926 †2001       | Vito *1926 †2001       | Vito *1926 †2001       | Vito *1926 †2001       | Vito *1926 †2001       |                      |                      | Paolo (?) *1928 †2017 | Paolo (?) *1928 †2017 | Paolo (?) *1928 †2017 | Paolo (?) *1928 †2017 | Paolo (?) *1928 †2017 | Paolo (?) *1928 †2017 |                      |                      |                      |                      |  |  |                   |                   |                   |                   |                   |                   |  |  |                      |                      |                      |                      |                      |                      |  |  |                       |                       |                       |                       |                       |                       |  |  |  |  |  |  |  |  |  |  |  |  |  |  |  |  |  |  |
|  |  |  |  |  |  |  |  |  |  | Vito *1926 †2001       | Vito *1926 †2001       | Vito *1926 †2001       | Vito *1926 †2001       | Vito *1926 †2001       | Vito *1926 †2001       |                      |                      | Paolo (?) *1928 †2017 | Paolo (?) *1928 †2017 | Paolo (?) *1928 †2017 | Paolo (?) *1928 †2017 | Paolo (?) *1928 †2017 | Paolo (?) *1928 †2017 |                      |                      |                      |                      |  |  |                   |                   |                   |                   |                   |                   |  |  |                      |                      |                      |                      |                      |                      |  |  |                       |                       |                       |                       |                       |                       |  |  |  |  |  |  |  |  |  |  |  |  |  |  |  |  |  |  |
|  |  |  |  |  |  |  |  |  |  | Federico Laterza *1961 | Federico Laterza *1961 | Federico Laterza *1961 | Federico Laterza *1961 | Federico Laterza *1961 | Federico Laterza *1961 |                      |                      | Alessandro *1958      | Alessandro *1958      | Alessandro *1958      | Alessandro *1958      | Alessandro *1958      | Alessandro *1958      |                      |                      |                      |                      |  |  |                   |                   |                   |                   |                   |                   |  |  |                      |                      |                      |                      |                      |                      |  |  |                       |                       |                       |                       |                       |                       |  |  |  |  |  |  |  |  |  |  |  |  |  |  |  |  |  |  |